# Вчерашен враг
„Вчерашен враг“ (на английски: Yesterday's Enemy) е британски военен филм от 1959 година, чието действие се развива в Бирма по времето на Втората световна война.

## Сюжет
Останките от една британска бригада си проправят път през бирманската джунгла, отстъпвайки от наближаващите японци. Групата, която включва повече от тридесет души е предвождана от капитан Лангфорд (Стенли Бейкър) като най-висш офицер, тъй като командира на бригадата е сред няколкото ранени. Други членове на групата са нервозният млад лейтенант Хейстингс (Ричард Паско), няколко цивилни като кореспондента Макс (Лио Маккърн), доктора (Дейвид Оуксли) и отчето (Гай Ролф), както и сержант Маккензи (Гордън Джексън), най-надеждният човек на Лангфорд. Изтощената група достига до малко селце, окупирано от врага. След кратка, но ожесточена схватка, десетината японци са убити, макар че загиват и няколко британци, както и бирмански селяни. Сред мъртвите японци има и един полковник, което е необичайно за офицер от такъв ранг да е с толкова малка група войници. Убитият офицер притежава карта с неизвестна маркировка. Един бирманец се опитва да избяга, а друг селянин, който говори английски съобщава, че беглеца не е от това село. Мъжът признава, че е нает от японците за информатор. Капитан Лангфорд го разпитва за мъртвия полковник и картата, но информаторът отказва да говори. Лангфорд избира двама от по-възрастните селяни и заявява, че ще ги екзекутира, ако мъжът не започне да сътрудничи. Селяните започват да молят за милост, а доктора, Макс и отчето гневно протестират срещу решението на капитана, но Лангфорд остава непреклонен. Двамата заложници са екзекутирани от хората на капитана, което принуждава информатора да разкрие това, което знае. Полковникът е носел картата, на която са изобразени главните цели на японската атака, която е имала за цел да откъсне британците от основните им линии за доставки и да ги остави обкръжени. Лангфорд е нетърпелив да изпрати предупредително съобщение на британските части, но се оказва, че радиостанцията на групата е повредена.
Лангфорд заповядва на Маккензи да екзекутира информатора, след което решава ранените да бъдат изоставени в селото, за да не пречат на придвижването на групата обратно към съюзническите територии. Докторът, заедно с Макс и отчето остро възроптават срещу това решение, но умиращият бригаден командир и останалите ранени се съгласяват да останат в селото. Двама вражески разузнавачи приближават селото и убиват двама от хората на Лангфорд. Маккензи застрелва единия, но другият успява да избяга. Знаейки, че японците вече са наясно с местонахождението им, Лангфорд решава да изпрати Маккензи, доктора и двама други войници обратно към британския щаб, за да вдигнат тревога, смятайки, че по-малка група има по-големи шансове да успее, докато останалите ще останат да защитават селото и да държат японците възможно най-далече, доколкото е възможно. Лангфорд предлага на Макс и отчето да тръгнат с групата, но те отказват и на тяхно място заминават други двама войника. Лейтенант Хейстингс също проявява желание да отиде, но Лангфорд гневно му отказва. Маккензи, докторът и останалите четирима мъже се насочват към съюзническите линии, но скоро попадат в засада и са избити.
Лангфорд взима няколко мъже и отиват да устроят засада на японците, докато другите остават да защитават селото. Цивилните бирманци започват да се евакуират и една англоговореща жена заявява с горчивина на Хейстингс, че не открива никаква разлика между британците и японците. След кървава схватка всички от групата на Лангфорд са убити или пленени. Врагът използва военнопленниците като жив човешки щит, за да се доближи до селото, но въпреки това Лангфорд, крещейки заповядва на Хейстингс да открие огън. Точно преди селото да бъде превзето, радистът успява да изпрати слаб сигнал от ремонтираната радиостанция, за да предупреди британския щаб за плановете на врага, макар да не е сигурен, че той ще достигне до крайната си цел. Шепата оцелели британци, включително Лангфорд, Хейстингс, отчето и Макс са пленени. Японският командир, майор Ямазуки (Филип Ан) желае да разбере за изчезналия полковник и картата, подозирайки, че Лангфорд е узнал за плановете за атака на японците.
Ямазуки нарежда пленниците като за разстрел и заявява на Лангфорд, че ако не започне да говори ще нареди другарите му да бъдат екзекутирани. Имайки само две минути да направи своя избор, Лангфорд се втурва към радиостанцията в отчаян опит да изпрати сигнал, но е застрелян. Впечатлен от смелостта на капитана, Ямазуки се навежда над мъртвото му тяло и заявява, че той би направил същото, ако беше на негово място. В това време отчето спокойно води молитва пред останалите пленници в очакване на екзекуцията.

## В ролите
- Стенли Бейкър като капитан Лангфорд
- Гай Ролф като отчето
- Лио Маккърн като Макс
- Гордън Джексън като сержант Маккензи
- Дейвид Оуксли като доктора
- Ричард Паско като младши лейтенант Хейстингс
- Филип Ан като майор Ямазуки
- Брайън Форбс като Доусън
- Уолфи Морис като информатора
- Дейвид Лодж като Пъркинс
- Пърси Хърбърт като Уилсън
- Ръсел Уотърс като командира на бригадата
- Бари Лоуи като Търнър
- Бърт Куоук като японския войник
- Тимъти Бейтсън като Симпсън
- Едуина Керъл като Съни
- Алън Кийт като Бендиш
- Артър Ловгроув като Патрик

## Номинации
- Номинация за БАФТА за най-добър филм от 1960 година.
- Номинация за БАФТА за най-добър британски филм от 1960 година.
- Номинация за БАФТА за най-добър британски актьор на Стенли Бейкър от 1960 година.
- Номинация за БАФТА за най-добър британски актьор на Гордън Джексън от 1960 година.[1]